# Ranunculus kerneri
Ranunculus kerneri är en ranunkelväxtart som beskrevs av Josef Franz Freyn. Ranunculus kerneri ingår i släktet ranunkler, och familjen ranunkelväxter. Inga underarter finns listade i Catalogue of Life.